# 아스포델루스과
아스포델루스아과(Asphodeloideae)는 비짜루목 크산토로이아과에 속하는 속씨식물 아과의 일종이다. 이전에는 비짜루목에 속하는 별도의 아스포델루스과(Asphodelaceae)로 분류하였다. 과 또는 아과의 명칭은 모식속인 아스포델루스속(Asphodelus)으로부터 유래했다. 이 식물들의 원산지는 아프리카와 중부 및 서부 유럽, 지중해 분지, 중앙아시아, 오스트레일리아이며 뉴질랜드에 일부 종이 자생하는 불비넬라속이 있다. 개체수가 가장 많은 곳은 남아프리카이다.

## 하위 속
- 알로에속 (Aloe)
- Asphodeline
- 아스포델루스속 (Asphodelus)
- 송탑장속 (Astroloba)
- 불비네속 (Bulbine)
- 불비넬라속 (Bulbinella)
- Chortolirion
- Eremurus
- Gasteria
- Haworthia
- Jodrellia
- Kniphofia
- Lomatophyllum
- Poellnitzia
- Trachyandra